# Pietro Fiorini
Pietro Fiorini (* 1539 in Bologna; † 1629 ebendort) war ein italienischer Architekt.

## Leben
Er war der Sohn des Bildhauers Raffaelo und Enkel des Malers Giovan Battista und arbeitete vor allem in Bologna, wo er von 1583 bis 1614 auch öffentlicher Architekt des Senats war und den Bau zahlreicher, vor allem religiöser Gebäude überwachte.
In seiner Jugend machte er mehrere Studienreisen nach Rom, Parma, Florenz und Mailand. Seine Laufbahn als Architekt begann er 1570 mit dem Wiederaufbau der Kirche San Nicolò in der Via San Felice. Im Jahr 1575 begann er mit dem Bau der Kirche San Mattia und 1580 folgte die Renovierung des Pfarrhauses von Santa Maria di Reno. In denselben Jahren stellte Fiorini auch ein Holzmodell für die Kirche San Salvatore vor.
Er war auch im Wasserbau tätig und baute mehrere Brücken, darunter eine über den Idice und jene über die Savena bei San Ruffillo und vor der Porta San Vitale.
Im Jahr 1582 renovierte er die Kirche Santa Maria della Carità, deren Chor er 1610 ebenfalls neu errichtete. Im Jahr 1587 baute er das Gewölbe der Kirche San Bernardo wieder auf.
Von 1587 bis 1616 arbeitete er an der Anlage San Michele in Bosco, einem seiner anspruchsvollsten Projekte: Er baute die Haupthalle, erneuerte die drei Kreuzgänge und erweiterte die Loggia des Schlafsaals.
Auch am Bau von San Pietro war er maßgeblich beteiligt: 1593 baute er die Kapelle des Kardinals Paleotti (die später abgerissen wurde) und 1599 arbeitete er, ebenfalls im Auftrag Paleottis, daran, die Anzahl der Säulen im Kirchenschiff zu verringern, um es breiter zu machen. Unglücklicherweise stürzte nach dieser Maßnahme am 2. Juni desselben Jahres das Gewölbe der Kirche ein und Fiorini war gezwungen, nach Modena zu fliehen, um einer Verhaftung zu entgehen.
Nach einigen Monaten des Exils konnte er jedoch in die Stadt zurückkehren, wo er wieder für die Stadtverwaltung arbeitete und Teile des Palazzo Pubblico wie die Gefängnisse, die Räume der Rechnungsprüfer, der Notare, der Schweizer Garde und das Arbeitszimmer von Ulisse Aldrovandi renovierte.
Zwischen 1608 und 1612 baute er die Kirche San Barbaziano und 1620 den neuen Portikus für die Kirche Sant’Isaia.
Er arbeitete auch am Bau oder der Renovierung mehrerer Landhäuser wie dem Palast von Annibale Paleotti in der Gemeinde San Martino, dem Palast von Locatelli in der Gemeinde San Giorgio und dem Palast von Giulio Torfanini in der Gemeinde Cinquanta.
Er starb am 9. Oktober 1629 und wurde in der Sakristei der Annunziata-Kirche beigesetzt. 